# Lightstorm Entertainment
Lightstorm Entertainment è una società di produzione cinematografica indipendente statunitense. L'azienda fu fondata dal regista e produttore canadese James Cameron nel 1985, e ha prodotto tutti i suoi film a partire da quell'anno, ha prodotto inoltre pellicole di altri autori. Lo scopo della società è quello di permettere ai registi di esprimersi al meglio, privilegiando l'espressione artistica e accantonando le regole convenzionali del mercato.

## Filmografia
- Aliens - Scontro finale (Aliens), regia di James Cameron (1986)
- The Abyss, regia di James Cameron (1989)
- Terminator 2 - Il giorno del giudizio (Terminator 2: Judgment Day), regia di James Cameron (1991)
- True Lies, regia di James Cameron (1994)
- Strange Days, regia di Kathryn Bigelow (1995)
- T2 3-D: Battle Across Time, regia di James Cameron, John Bruno e Stan Winston (1996)
- Titanic, regia di James Cameron (1997)
- Solaris, regia di Steven Soderbergh (2002)
- Avatar, regia di James Cameron (2009)
- Sanctum 3D, regia di Alister Grierson (2011)
- Alita - Angelo della battaglia (Alita: Battle Angel), regia di Robert Rodriguez (2019)
- Terminator - Destino oscuro (Terminator: Dark Fate), regia di Tim Miller (2019)
- Avatar - La via dell'acqua (Avatar: The Way of Water), regia di James Cameron (2022)